# QJY-88
Il QJY-88 (in cinese: 88 式 通用 机枪, 1988 shì tōngyòng jīqiāng), noto anche come Type 88 LMG, è una mitragliatrice leggera/mitragliatrice ad uso generale cinese che camera munizioni da 5,8 × 42 mm a palla pesante (DBP88). Era destinato a sostituire l'obsoleta mitragliatrice Type 67 in servizio al PLA.
Progettato alla fine degli anni 80 dalla Cina North Industries Corporation, altrimenti noto come Norinco, è stato creato sotto forma di prototipi nel 1989 prima di essere approvato per la produzione nel 1999.
Essa è utilizzata nei videogiochi della serie Battlefield.